# Ivan Vyrypajev
Ivan Vyrypajev (russisk: Ива́н Алекса́ндрович Вырыпа́ев) (født 3. august 1974 i Irkutsk i Sovjetunionen) er en russisk filminstruktør, skuespiller og manuskriptforfatter.

## Filmografi
- Ejforija (Эйфория, 2006)[2][3]
- Korotkoje zamykanije (Korotkoje zamykanije, 2009)
- Kislorod (Кислород, 2009)